# يستاد
يستاد هي مدينة مينائية صغيرة على الطرف الجنوبي من السويد. توجد في محافظة سكانيا، وتطل على بحر البلطيق، وتتموقع على بعد حوالى 60 كم من مالمو و 80 كم من كوبنهاغن (الدنمارك). بلغ عدد سكان المدينة سنة 2010 حوالي 18,350 نسمة.

## أعلام
- ليكي لي
- غوران بندي
- فريدريك جنسن
- مالك بن جلول
- إيفار جاكوبسون
- آنا نيلسون
- ريكي بروخ
- نيكلاس إيكبرج
- لارس لينارت فورسبرغ